# Zone Club
A Zone Club (korábban Club) egy magyar nyelvű, nőknek szóló életmódcsatorna volt.
A  csatorna hangja Zsigmond Tamara volt.

## Története
A csatorna 1999. március 9-én indult, akkor még Club néven volt fogható. Magyar változata 2004. szeptember 13-án indult, és onnantól 2006. december 31-én éjfélig az Írisz TV volt fogható a csatornával osztott frekvencián 18:00-tól 23:00-ig (főműsoridőben). A csatorna neve 2006. június 26-tól volt Zone Club. Az Írisz TV megszűntével ismét 24 órás lett a Zone Club műsorideje, több mint négy éven át, egészen 2011. április 18-ig, amikor megjelent rajta a 2020. január 1-jén megszűnt Megamax 16:00 és 22:00 között, majd év végére az utóbbi, 8-14 éves (Minimaxot kinőtt) fiúkat megcélzó csatorna műsorideje már 07:00-től 22:00-ig tartott.
Ekkor a Zone Club már csak 22:00 és 07:00 között sugárzott napi 9 órában, az éjszakai műsorsávban, nem túl nagy lefedettséggel (mivel a Megamax akkor még alig elérhető volt), 2011. december 1-én ténylegesen, majd 2012. február 1-jén végleg megszűnt. Megszűnésére már több jel is utalt korábban, miután több külföldi változatát átnevezték (Nagy-Britannia, Európa: Fine Living Network, Lengyelország: Club TV), de a magyarországit mindannyiszor érintetlenül hagyták. Megszűnésekor a jelentősebb szolgáltatók közül a UPC csatornaválasztékában volt már csak megtalálható.

## Műsorai
- A pazarlás vége
- Bárki lehet bombanő
- Colin és Justin tuti lakástippjei
- Divat-körút
- Egyedül a déli parton
- Egyedül Atlantában
- Egyedül Las Vegasban
- Ha kialszanak a fények
- Lak-átalakítás
- Lakberendezés
- Leendő
- Martha Stewart-show
- Menyasszörnyek
- Napsütötte otthonok
- Tiszta a lakásod?
- Tíz évvel fiatalabb
- Újrakezdők